# Perwang am Grabensee
Perwang am Grabensee osztrák község Felső-Ausztria Braunau am Inn-i járásában. 2019 januárjában 1005 lakosa volt. 

## Elhelyezkedése

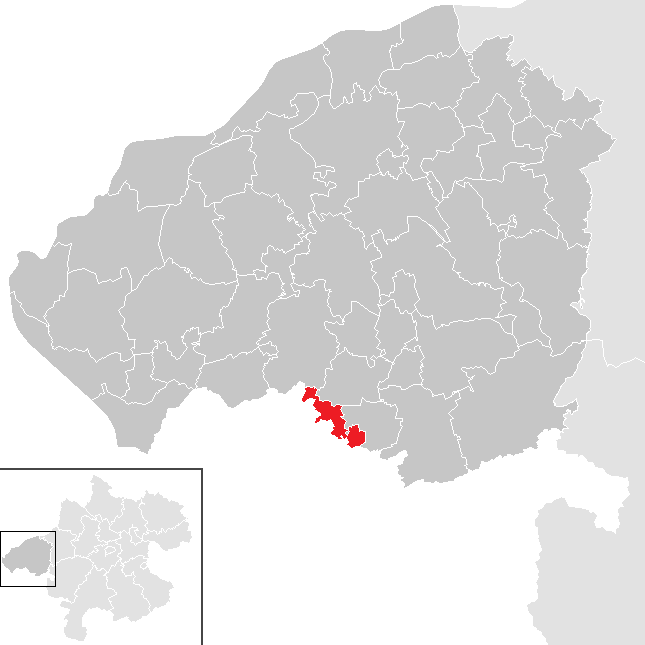
Perwang am Grabensee a Braunau am Inn-i járásban

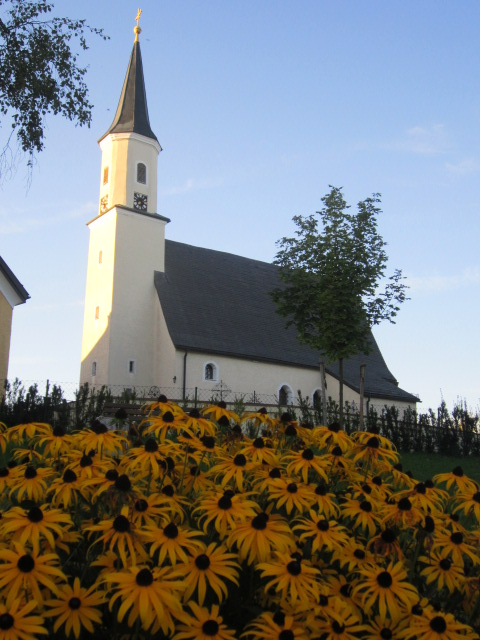
A Keresztelő Szt. János-plébániatemplom

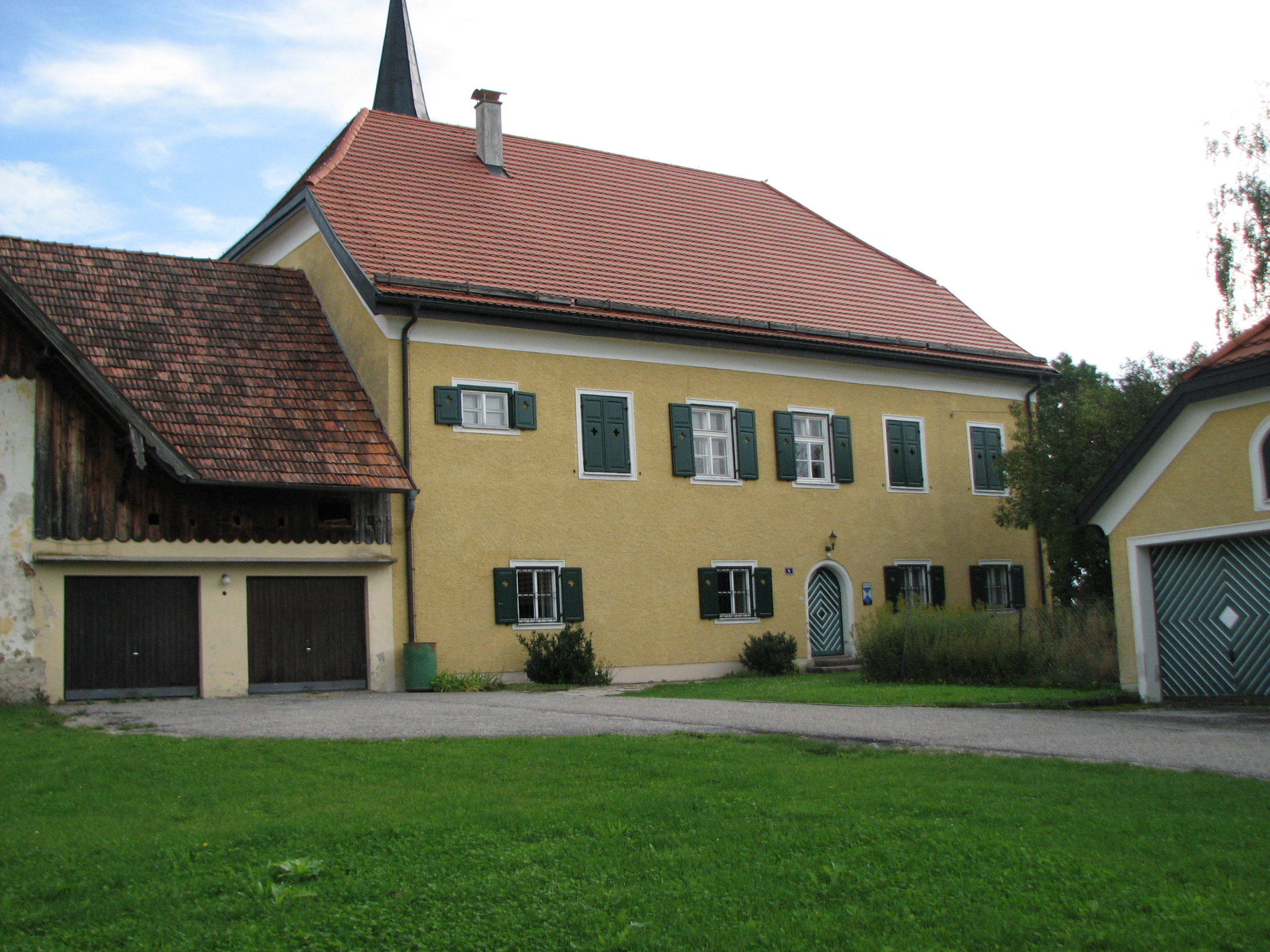
A katolikus plébánia (volt kastély)

Perwang am Grabensee Felső-Ausztria Innviertel régiójában fekszik a Reiterbach folyó mentén. Hozzá tartozik a Grabensee tavának északi partja. Területének 20,3%-a erdő, 69,6% áll mezőgazdasági művelés alatt. Az önkormányzat 15 településrészt és falut egyesít: Baumgarten (11 lakos 2018-ban), Edt (12), Elexlochen (30), Endfelden (23), Grub (18), Gumperding (54), Hinterbuch (124), Kirchsteig (6), Oberröd (146), Perwang am Grabensee (381), Reith (10), Rödhausen (58), Rudersberg (94), Stockach (13) és Unterröd (17).
A környező önkormányzatok: északra Feldkirchen bei Mattighofen, északkeletre Kirchberg bei Mattighofen, keletre Palting, délre Berndorf bei Salzburg, délnyugatra Nußdorf am Haunsberg és Dorfbeuern (utóbbi három Salzburg tartományban).   

## Története
Perwangot először 963-ban említik egy I. Friedrich salzburgi érsek és Aribo mattiggaui gróf közötti birtokcserében. A nagyobb majorság méretű Perwang ekkor került az érsek tulajdonába és mintegy 400 évig ott is maradt. Ezután több kézen át végül 1661-ben a michaelbeuerni apátsághoz került. A falu 1779-ig Bajorországhoz tartozott, amikor azonban a bajor örökösödési háborút lezáró tescheni béke következtében a teljes Innviertel Ausztriához került át. II. József ekkor innvierteli körútja során Perwangot is meglátogatta; a kolostor apátja az itteni kastélyban (ma plébánia) fogadta. A látogatás emlékére az apát két portrét rendelt a császárról és anyjáról, Mária Teréziáról, amelyek ma is megtalálhatóak a plébánián. 
A napóleoni háborúk során 1809-ben a régiót a franciákkal szövetséges Bajorország visszakapta, majd Napóleon bukása után ismét Ausztriáé lett.
A köztársaság 1918-as megalakulásakor Perwang-Paltingot Felső-Ausztria tartományhoz sorolták. Miután Ausztria 1938-ban csatlakozott a Német Birodalomhoz, az Oberdonaui gau része lett. A második világháború után a község visszakerült Felső-Ausztriához. 1958-ban az addig egy községet alkotó Perwang és Palting különvált.

## Lakosság
A Perwang am Grabensee-i önkormányzat területén 2019 januárjában 1005 fő élt. A lakosságszám 1939 óta gyarapodó tendenciát mutat. 2016-ban a helybeliek 93,9%-a volt osztrák állampolgár; a külföldiek közül 3,9% a régi (2004 előtti), 1,8% az új EU-tagállamokból érkezett. 2001-ben a lakosok 89,7%-a római katolikusnak, 1,9% evangélikusnak, 5,6% pedig felekezeten kívülinek vallotta magát. 
A lakosság számának változása:

| 2016 | 973 |
| 2018 | 997 |

## Látnivalók
- a Keresztelő Szt. János-plébániatemplom gótikus épülete 1473 előtt készült
- a perwangi kastély (ma plébánia)

## Fordítás
- Ez a szócikk részben vagy egészben  a   Perwang am Grabensee című német Wikipédia-szócikk ezen változatának fordításán alapul.  Az eredeti cikk szerkesztőit annak laptörténete sorolja fel. Ez a jelzés csupán a megfogalmazás eredetét és a szerzői jogokat jelzi, nem szolgál a cikkben szereplő információk forrásmegjelöléseként.